# Game Zone
Ne doit pas être confondu avec GameZone.
 (juillet 2017).
Si vous disposez d'ouvrages ou d'articles de référence ou si vous connaissez des sites web de qualité traitant du thème abordé ici, merci de compléter l'article en donnant les références utiles à sa vérifiabilité et en les liant à la section « Notes et références ».
La Game Zone était l'émission de télévision phare de Game One concernant les jeux vidéo. Elle a été diffusée sur cinq saisons de 2000 à 2005. En 2005-2006, elle a été remplacée par The Big Show.

## Histoire de la Game Zone
Émission phare de la chaîne pendant plus de cinq ans, la Game Zone est née de la fusion entre plusieurs programmes.
- Game Play : émission principale qui servit de squelette de la Game Zone.
- Le top ten : classement des meilleures ventes de jeu vidéo.
- News Express : Les sorties jeux vidéo.

Alors que l'émission W@rpzone avait été éclatée en plusieurs programmes courts (BD One, Cinématek, 2000One, Soundtest, etc.) ces derniers sont réintroduits dans la Game Zone sous la forme de rubriques.
Traitant principalement de l'actualité du jeu vidéo, l'émission se voulait être au carrefour des différents centres d'intérêts du public, et a traité de nombreux sujets connexes tels que le cinéma, la bande dessinée, la japanimation, l'actualité musicale ou encore les nouvelles technologies.
La Game Zone a survécu aux nombreux bouleversements éditoriaux de la chaîne. Elle est devenue au fur et à mesure, une émission de plateau, avec des animateurs et chroniqueurs, qui parlent de l'actualité du jeu vidéo, ainsi que des thèmes voisins, comme le cinéma, la BD, les mangas, le high tech, le web, les accessoires, etc. La Game Zone a été au sommet de sa gloire de 2003 à 2005 en termes d'audimat et de notoriété (hissant Game One au rang de deuxième chaîne la plus regardée des 15/24 ans selon Médiamétrie). Dans une certaine mesure, l'émission a fait école dans le milieu de la presse vidéoludique, inspirant par la suite les émissions du site Gamekult, par exemple.

## Les animateurs et chroniqueurs des différentes saisons
La Game Zone a connu plusieurs équipes :
- 2000-2001 : Marc Lacombe (Marcus), Juliette Lambaere, Patrick Sarrea et Alex Nassar[1]
- 2001-2002 : Juliette Lambaere, Bertrand Jouvray, Davina, Patrick Sarrea, Alex Nassar et Julien Chièze (Gollum)[2]
- 2002-2003 : Dominique (rapidement remplacé par Julien Tellouck qui quitte Level One), Julie Chevillat, Tommy François, Gia To, Julien Chièze (Gollum) à partir de 2003-2004, Julien Charpentier (Magic Julien), Thierry Falcoz. Quelques interventions des stagiaires Lionel Abbo et Cyril, qui finissent par obtenir leur propre rubrique[3].
- 2004-2005 : Julien Tellouck, Julie Chevillat, Julien Chièze, Gia To, Alex Nassar, Fabien Gérard et Lionel Abbo. Tommy François assure les reportages.
- Octobre 2005-2006 pour The Big Show : Julien Tellouck, Louise Ekland, Alex Nassar, Tommy François, Fabien Gérard, Julien Charpentier, Julien Chièze, Fanny Bouton et Lionel Abbo.

De 2002 à 2005 l'émission a également accueilli en plateau Mouloud Achour pour des chroniques consacrées aux sorties musicales ou aux nouvelles tendances, ou encore Lam comme chroniqueur, Jean-Michel pour le hardware, Alexis Deville pour la BD et les mangas, Cyril le stagiaire, Pa Ming Chiu pour couvrir les sorties manga et japanimation. Fethi Maayoufi, alors voix off de la chaîne, a également présenté quelques sorties cinéma en parallèle de sa propre émission DVD sur canapé.

## Evolution des différentes saisons

### Première saison
La première saison fait dans la simplicité, le présentateur se déplaçant autour d'une table et de divers tabourets agencés selon les produits présentés, dans une pièce remplie de goodies avec des rideaux noirs en guise de mur. Un logo géant de l'émission est affiché en toile de fond. Au milieu de la saison une longue table en V fait son apparition, apportant une touche plus professionnelle. Elle sera réutilisée la saison suivante.

### Deuxième saison
Ambiance beaucoup plus professionnelle, avec une longue table en V derrière laquelle les animateurs sont assis. Derrière les animateurs, de nombreuses étagères et des dessins, avec un grand néon qui reproduit le logo de l'émission.

### Troisième et quatrième saisons
Les animateurs et chroniqueurs sont plongés dans un décor "chambre d'ado" beaucoup plus chaleureux que les éditions précédentes. Les dominantes couleurs sont dans le rouge brique, le orange, avec quelques parties de murs bleus. Les chroniqueurs et animateurs sont assis confortablement dans des canapés, dans un salon riche en figurines. Une télé dans le fond passe des images de jeux, et une statue grandeur nature d'un personnage de jeu vidéo (Warcraft,  Metal Gear Solid, Tekken, Metroid). 
Les deux animateurs Julien et Julie changeront de position à la mi-saison, et s'installeront sur la partie gauche, debout derrière un bar. Derrière eux, une fenêtre avec un store, diverses figurines clins d'oeil à l'univers du jeu. Les chroniqueurs restent sur les canapés dans la partie centrale. Gia, Tommy, Gollum, Magic et Thierry interviennent à tour de rôle. Ces deux saisons furent celles disposant du plateau le plus fouillé, le plus convivial et surtout le plus interactif. Ainsi le plateau pouvait être décoré de milles guirlandes et de sapins pour Noël, ou de chauve-souris et de citrouilles pour Halloween. Les cadreurs s'amusaient aussi régulièrement à jouer avec les plans, notamment le jour où des figurines de Final Fantasy furent placées au premier plan dans une position quelque peu suggestive... 
De plus, l'improvisation prenait une place prépondérante. Les chroniqueurs n'hésitaient pas à réagir sur les sujets, donnant souvent des séquences de délire incontrôlables, chacun n'hésitant pas à mettre son grain de sel. Pour couronner le tout, Julie avait acquis un répondant caustique face aux vannes de Julien, avec des ripostes le laissant souvent pantois. Ce cocktail explosif a remporté un vif succès, car l'émission ressemblait à aucune autre. Le capharnaüm de l'émission était devenu un rendez-vous suivi, celui d'une réunion de potes dans le salon, qu'on suivait quotidiennement, avec deux épisodes chaque jour. Chaque émission offrait donc son lot de surprises.

### Cinquième saison (et fin avec The Big Show)
À la suite du revirement éditorial de la chaîne apporté par l'arrivée de MTV, le plateau adopte un ton beaucoup plus sobre et plus professionnel  la manière d'un journal télévisé traditionnel, les animateurs sont alignés derrière de grands comptoirs disposés en V, sur des chaises hautes. Le mur noir du fond affiche le logo de l'émission, de multiples néons bleus et des écrans LCD sur lesquels défilent des images de jeux vidéo,.
Ce retour à la disposition du plateau des premières heures est supposément dû au retour d'Alex Nassar, animateur ayant quitté Game One en 2002, faisant son come-back. Le ton devient plus sérieux, plus rangé, mais aussi plus froid. L'alchimie entre les intervenants de la saison précédente, qui avait fait le succès de la formule, a ainsi été diluée. Les personnalités des chroniqueurs masculins de cette saison, Gollum, Fabien et Alex aux looks similaires, sont bien plus lisses que celles de Thierry, Magic et Tommy. Quant à Gia, avec de très nombreuses chroniques (high tech, accessoires, web, Japon), devient incontournable, de par sa connaissance pointue des jeux, et par son magnétisme à l'écran.
En septembre 2005, la Game Zone affiche un plateau de transition, l'émission étant appelée à être remplacée à court terme. La présentation est sommaire, avec un fauteuil pour Julien Tellouck et un canapé pour ses chroniqueurs, Lionel Abbo intervenant depuis une webcam.
En décembre 2005, la Game Zone s'arrête pour être remplacée par The Big Show en janvier 2006. La formule change encore. Le décor est moins high tech, avec des dominantes rouges et grises. Les animateurs Julien et Louise sont debout, et se déplacent au gré des interventions, avec un cadreur caméra sur l'épaule qui les suit. C'est aussi la première fois qu'on voit la régie en plateau, avec Pierre Boulay le réalisateur (qu'on voit dans le générique, qui tombe du siège), et l'ingénieur son (Cédric le plus souvent des cas). Le plateau a aussi rétrécit, avec bien trop de personnes dans un espace aussi restreint. Les chroniqueurs sont éparpillés à plusieurs endroits et donc séparés (sur les canapés, assez éloignés et tournant le dos aux chaises hautes au fond, le bar devant la régie). Au gré des coupures de l'émission, les chroniqueurs et animateurs changent de place. 
Hélas, avec cette évolution, l'émission rame, et peine au niveau du rythme. Malgré le retour de Magic et de Tommy, cette nouvelle version ne trouvera pas son public. Pour ne rien arranger, Gia To est remplacée par Fanny pour la partie high tech. Fanny catalyse les critiques, de par sa présentation molle et sa personnalité antipathique. Son minuscule bagage jeux vidéo la rend peu crédible. De plus, les thèmes qu'elle aborde sont aussi très critiqués, notamment par Tommy, sur le plateau même. L'ambiance de potes ne prendra donc jamais, les tensions sont palpables, avec le désintérêt visible à l'écran des chroniqueurs pour les sujets des autres. L'émission sera arrêtée après une saison, enterrant dans la foulée, la mythique Game Zone.

## Les testeurs
- 2000-2002 : Alex Pilot, Bertrand Jouvray et le reste de l'équipe rédactionnelle.
- 2002-2005 : Tommy François, Gia To, Fabien Gérard, Alexis Deville, Lionel Abbo, Julien Charpentier, Thierry Falcoz et le reste de l'équipe rédactionnelle.

## Les rubriques
- Le Test : Les rédacteurs réalisent un test quotidien, présenté par Fethi en voix off.
- Les Previews : Un avant-goût d'un jeu en import.
- Les News : Les dernières news du jeu vidéo.
- Le Top Ten : Juste apparu dans la première saison, le top dix des meilleures ventes de jeux vidéo (le concept est repris bien plus tard dans l'émission Play Hit).
- La cinématique de la semaine : Visuel des cinématiques d'introduction du jeu de la semaine, tous les vendredis.
- Le site du jour : Le meilleur site Internet du jour, d'abord par Mathieu Lemonnier (Thiouwz) puis par Lionel.
- Les accessoires : Les accessoires pour les consoles, les nouvelles manettes et figurines... présentés le jeudi par Bertrand Jouvray puis par Gollum. Dans les saisons 2002 à 2005, Gia tient une rubrique hebdomadaire, et devient un rendez-vous attendu. Les accessoires présentés sont souvent curieux (manette vélo, accessoires de danse, de boxe, manettes géantes de Steel Battallion, etc.), ou bien utiles (comparatifs stick arcade, volants, manette, etc.).
- Musique : Gollum teste les connaissances des animateurs à travers un quiz musical appelés Blind test, ou présente les sorties CD, généralement le mercredi. (Rubrique également présentée par Mouloud Achour).
- Le concours : Concours en fin d'émission avec remises de cadeaux adressés aux téléspectateurs.
- High-Tech : Gia nous présente les dernières innovations technologiques, le mardi.
- Hardware : Tout sur le hardware informatique, par Jean-Michel.
- DVD : Magic et Julien présentent les dernières nouveautés DVD.
- BD et mangas : Alexis, testeur, présente les dernières nouveautés manga et BD.
- Web : Gia présente les dernières trouvailles sur internet.
- Japon : Gia présente les curiosités et les incontournables du Japon.
- Top des ventes au Japon : Gia présente et analyse les meilleures ventes de la semaine au Japon.
- Revue de presse : Tout sur les magazines des jeux vidéo, une fois par mois.
- La rubrique du Stagiaire : Rubrique assurée par Lionel où les stagiaires filment la vie de la rédaction et proposent des sketches, diffusé le vendredi. La disparition de cette rubrique suscita un vif émoi au sein de la communauté des téléspectateurs.